# Lordi
Lordi — финская англоязычная хард-рок-группа. Основана в 1992 году Mr. Lordi. Группа знаменита тем, что выступает в масках и костюмах монстров и исполняет песни на тему ужасов и тяжёлой музыки. Lordi выиграли конкурс песни «Евровидение» в 2006 году.

## История

### Начало (1992—2002)
Томи Путаансуу, музыкант и председатель фан-клуба хард-рок-группы Kiss, решил, воодушевлённый своими кумирами, создать музыкальную группу. Концепцию Lordi он придумал в 1992 году, а в 1993 году записал сольный демоальбом Napalm Market, который так и не был издан. В 1996—1997 годах сформировался первый состав группы: Mr. Lordi (вокал), Amen (гитара), G-Stealer (бас) и Enary (клавишные). По примеру Kiss, все участники новой группы взяли себе псевдонимы, а также были разработаны первые сценические костюмы. Сам Путаансуу стал известен как Мистер Лорди.
В 1997 году должен был выйти в свет их дебютный альбом Bend Over and Pray the Lord, однако релиз не состоялся, поскольку их лейбл разорился незадолго до запланированной даты выхода альбома. После записи, G-Stealer покинул группу, и новым басистом коллектива стал Magnum, а в 2000 году первым барабанщиком группы стал Kita.

### Get Heavy(2002—2003)
Дебютный альбом Get Heavy вышел в 2002 году в ночь на Хэллоуин — 1 ноября. Обложка альбома изображена на основе Love Gun группы Kiss. Тексты альбома были посвящены «ужастикам» — монстрам, вампирам, демонам, а также восхвалению рок-музыки. Песни «Devil is a Loser» и «Would You Love a Monsterman?» с этого альбома стали первыми хитами группы. Они были выпущены синглами, на них были сняты клипы. Get Heavy выиграл конкурс Emma Galla 2003, став лучшим метал-альбомом года в Финляндии. После записи альбома, участники группы попросили Магнума покинуть коллектив, поводом к увольнению послужил низкий уровень игры на бас-гитаре, третьим басистом стал Kalma.
Первый концерт Lordi провели 8 декабря 2002 года в Хельсинки, видеозапись концерта была выпущена на DVD на сборнике Scarchives vol. 1 в 2012 году. В апреле 2003 года группа провела тур Wacken Road Show. На концертах в Германии Lordi выступали на разогреве у Nightwish. Известность группы возросла, это помогло группе подписать контракт с немецкой звукозаписывающей компанией Drakkar.

### The Monsterican Dream(2004—2005)
Lordi начал продвигать известный продюсер Хийли Хийлесмаа, который ранее работал с группами HIM, Amorphis и Sentenced. Под его руководством был выпущен альбом The Monsterican Dream, который обладал более тяжёлым звучанием, чем предыдущий и содержал более мрачные темы в лирике. Синглами были выпущены песни «My Heaven Is Your Hell» и «Blood Red Sandman», последняя стала одной из самых популярных песен группы и с этого момента исполнялась на всех концертах Lordi. Тем не менее, альбом имел меньший коммерческий успех, чем Get Heavy.
В новых костюмах группа снялась в короткометражном фильме «The Kin», который был издан на DVD в специальном издании альбома. В 2005 году группа объединила лучшие песни первых двух альбомов в сборник The Monster Show для продажи в Великобритании. После этого в группе произошли очередные изменения состава: пришли новые клавишница Awa и басист OX, который заменил Кальму за несколько дней до того, как группа была приглашена на Евровидение.

### Триумф наЕвровидении,The Arockalypse(2006—2008)

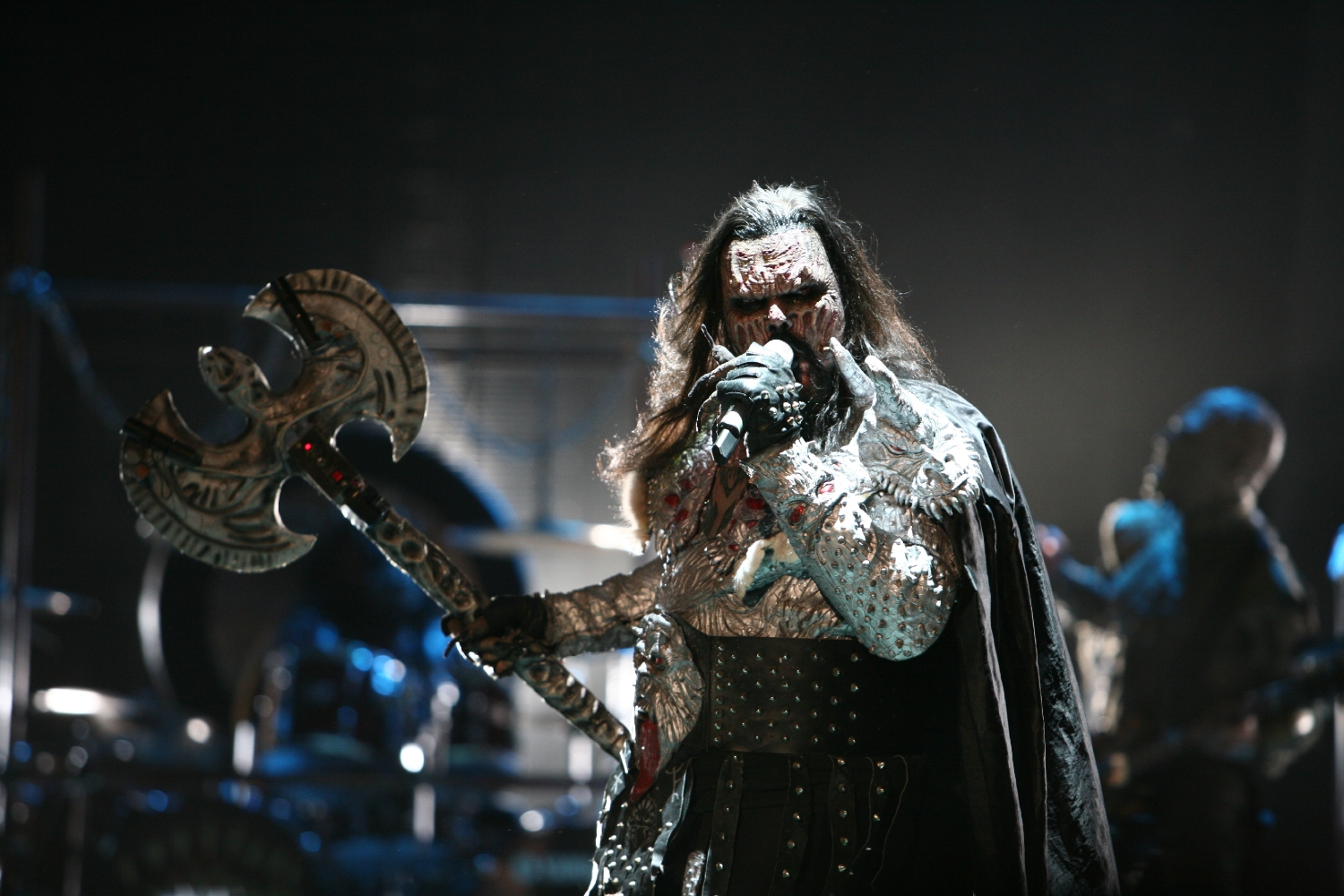
Мистер Лорди, вокалист, на конкурсе Евровидение

В 2005 году мистеру Лорди позвонили из финского отборочного комитета на Евровидение и предложили выбрать две песни из нового альбома, которые могли бы представлять Финляндию на конкурсе. Группа выбрала песни «Bringing Back the Balls to Rock» и «Hard Rock Hallelujah», за последнюю большинство финских телезрителей проголосовали в полуфинале. Lordi изменили аранжировку, сократив песню с четырёх минут до трёх, как предписано форматом конкурса. В финале отборочного конкурса Lordi с успехом выиграли зрительское голосование и были выбраны представителями Финляндии на Евровидение. Впервые в истории Финляндию, страну с богатыми традициями рок-музыки, представляла рок-группа (группа Nightwish в 2000 году также выиграла зрительское голосование, но была забракована комитетом). Однако избрание Lordi вызвало скандал. Некоторые общественные организации назвали группу «сатанинской» за её имидж и тексты. Кроме того, у Lordi возникли финансовые проблемы с доставкой дорогостоящей аппаратуры и пиротехники в Грецию, где проходил конкурс. Благодаря помощи спонсоров, эта проблема была решена.
Lordi прошли полуфинал конкурса и выступили в финале. Выступление музыкантов сопровождалось ярким пиротехническим шоу, а на бэк-вокале у группы в маске Джина Симмонса выступал известный рок-певец Паси Рантанен. «Hard Rock Hallelujah» выиграла зрительское голосование, опередив российского участника Диму Билана и группу Hari Mata Hari из Боснии и Герцеговины, и с результатом 292 очка, рекордным за всю историю Евровидения вплоть до изменения системы судейства в 2006 году, Lordi заняли на конкурсе первое место. Победа на конкурсе принесла группе более широкую известность. Альбом The Arockalypse поднялся на первые строчки чартов в Финляндии, Швеции и Греции. «Hard Rock Hallelujah» вышла отдельным синглом и на неё было снято две версии видеоклипа.
С победой на Евровидении президент и премьер-министр Финляндии лично поздравили группу. В мае 2006 в Хельсинки состоялся грандиозный сольный оупен-эйр, собравший 90 000 человек и явившийся самым массовым публичным мероприятием, когда-либо организованным в столице северной страны. А «Hard Rock Hallelujah» взяла ещё одну высоту: исполненная в варианте караоке, эта песня объединила около 80 000 голосов, таким образом, мировой рекорд, установленный ирландскими фанатами регби (50 000 голосов), был побит поклонниками финских «монстров». Продолжая череду восхвалений, центральная площадь Рованиеми была переименована в честь Lordi.
После победы на конкурсе Lordi провели тур Bringing Back the Balls to Europe посетив, в том числе и Москву. Во время одного из выступлений (а именно 31 октября в Лондоне), на сцене появился бывший басист — Кальма.
Группа всё чаще появлялась в различных телешоу многих стран Европы, а также в США. В ноябре 2006 группа номинировалась на MTV Europe Music Awards, а мистер Лорди вручал награды победителям.
В 2007 году Lordi выступили на фестивалях Download и Ozzfest, в 2008 на Wacken Open Air, а летом 2007 снялись в фильме ужасов «Тёмные этажи». Саундтреком фильма стал сингл «Beast Loose in Paradise».

### Deadache(2008—2010)
7 мая 2008 года группа начала работать над четвёртым альбомом. Для нового альбома группа имела 60 композиций, из них группой и было выбрано 13. В написании песен альбома приняли все участники группы. Релиз Deadache состоялся 23 октября. Альбом имел меньший коммерческий успех, чем The Arockalypse. На обложке сингла «Bite It Like a Bulldog» изображён бульдог Мистера Лорди. В конце года Lordi провели тур Deadache USA, а в 2009 году — Deadache Europe.
20 февраля группа выпустила свой второй сборник Zombilation — The Greatest Cuts, включающий в себя лучшие песни первых четырёх альбомов. Он был записан на лейбле Drakkar, после чего группа не стала продлевать с ним контракт, окончательно перейдя на Sony Music.

### Babez For Breakfast, смены состава (2010—2012)
Пятый альбом вышел 18 октября 2010 года. Сингл «This Is Heavy Metal», вышедший 16 августа, стал саундтреком фильма «Пила 3D». В октябре 2010 года ударник Kita заявил о своём уходе из группы из-за желания выступать под своим именем в группе Stala & SO. Новым ударником Lordi стал Otus, однако 15 февраля 2012 группа с прискорбием заявила о его кончине. В августе 2012 года на официальном сайте группы Lordi появилось письмо от Авы, в котором клавишница сообщила, что покидает группу. 11 августа в Рованиеми, в день двадцатилетия группы состоялся последний концерт с участием Авы.
3 сентября ограниченным тиражом в Финляндии был выпущен Scarchives vol. 1 — сборник, содержащий песни демоальбома Bend Over and Pray the Lord, видеозапись первого концерта, а также прочие редкие материалы.

### To Beast or Not to Beast(2012—2014)
17 декабря 2012 года были представлены клавишница Hella и барабанщик Mana. Настоящие имена музыкантов неизвестны.
1 марта 2013 года вышел шестой по счёту студийный альбом под названием To Beast or Not to Beast (интерпретация шекспировского «to be or not to be»). 9 февраля вышел первый сингл с шестого студийного альбома под названием «The Riff».
29 июня 2013 «Lordi» выступили со своей программой перед 50 000 аудиторией в России в Малоярославце, на Российской Мото Неделе (The Russian Bike Week).

### Scare Force One(2014—2016)
В новогоднем видеопоздравлении группа объявила, что приступает к сбору материала для нового альбома. Весной проходили первые репетиции, и уже 2 июня приступили к записи в студии Finnvox. На протяжении записи альбома группа делилась видеозаписями и фотографиями с процесса записи. Часть альбома группа записывала в Лапландии. На момент начала записи альбома группа имела 28 демо. По традиции за два месяца до выхода альбома группа анонсировала новые костюмы, обложки альбома, трек-лист и объявила даты выхода синглов.
29 мая и 31 мая 2014 года группа выступила на фестивале Made in Finland в Москве и в Санкт-Петербурге, где сцены концертного зала «Крокус Сити Холл» и спорткомплекса «Сибур-Арена» с ними делили такие известные финские исполнители, как Майкл Монро, Poets of the Fall и экс-солистка Nightwish Тарья Турунен.
26 сентября 2014 года вышел документальный фильм «Monsterimies» («Человек-монстр»), повествующий о жизни группы после Евровидения. Поклонники Lordi ожидали премьеры почти два с половиной года, однако в день выхода Мистер Лорди раскритиковал фильм, сообщив что информация в нём не соответствует действительности. Группа бойкотировала премьеру фильма в том числе в связи с тем, что режиссёр Антти Хаасе решил показать в фильме клавишницу Аву без маски.
Релиз нового альбома состоялся 31 октября 2014 года в Европе, 3 ноября того же года — в Северной Америке.
14 и 15 ноября 2015 года Lordi в шестой раз выступили в России, на этот раз в рамках тура Tour force one.

### Monstereophonic – Theaterror vs. Demonarchy(2016—2017)
В сентябре 2015 года Lordi объявили о начале работы над восьмым студийным альбомом. Студия была забронирована, и группа планировала начать запись уже в декабре, но планы были отменены, когда Мр. Лорди узнал о смерти своего отца. В итоге запись пришлось перенести на 19 апреля 2016 года. Lordi обосновались в студии Finnvox вместе с продюсером Нино Лауренне, который уже работал над альбомом Lordi Deadache в 2008 году. В своём интервью для Spark TV, Мр. Лорди сообщил, что новый альбом выйдет в сентябре, и также раскрыл некоторые детали новых костюмов и концепции альбома. 13 июля Lordi представили обложку альбома, который получил название Monstereophonic — Theaterror vs. Demonarchy, релиз которого был намечен на 16 сентября 2016 года. Первый сингл с альбома «Hug You Hardcore» увидел свет в августе. Промо-тур «European Monstour» в поддержку альбома стартовал 2 октября.
2 февраля 2017 стартовал тур по Северной Америке, который завершился 4 марта.

### Sexorcism(2018—2020)
9 марта 2018 года группа анонсировала название и обложку нового альбома Sexorcism. Релиз состоялся 25 мая 2018 года. Группа пообещала, что это будет, «пожалуй, самая спорная запись на сегодняшний день». Сингл с этого альбома «Your Tongue’s Got the Cat» был выпущен 13 апреля 2018 года. Второй сингл альбома, получивший название «Naked in My Cellar», был выпущен 4 мая того же года вместе с музыкальным видео.
Sexorcism стал последним альбомом, в записи которого принял участие бас-гитарист Окс, намеревающийся покинуть группу после летних концертов. Сам музыкант заявил, что его уход не связан с какими-либо конфликтами внутри группы, и что причиной является его желание «делать что-то другое в музыке». Его последнее выступление с группой состоялось 23 августа 2019 года в Зулингене, в Германии. Позднее группа представила своего нового басиста Hiisi.

### Killection,Lordiversityи уход Амена (2020—2022)
27 сентября 2019 года Lordi анонсировали название своего десятого студийного альбома Killection. Он был выпущен 31 января 2020 года, после чего последовал европейский тур под названием «Killectour» в поддержку альбома в том же году. Группа заявила, что этот альбом считается «вымышленным сборником» и будет содержать «песни, которые вы обычно слышали в начале 1970-х — середине 1990-х годов». Первый сингл с альбома «Shake the Baby Silent» был выпущен 8 ноября 2019 года. Второй сингл «I Dug a Hole in the Yard for You» был выпущен 29 ноября того же года вместе с музыкальным видео. Третий сингл с альбома «Like a Bee to the Honey» был выпущен 17 января 2020 года.
25 марта 2021 года было объявлено, что Lordi будут выступать в Гранд-финале конкурса песни Евровидение, присоединившись к пяти другим предыдущим победителям в Роттердаме 22 мая 2021 года, исполнив свой сингл «Hard Rock Hallelujah» для сегмента конкурса Rock the Roof.
6 апреля 2021 года было объявлено, что Lordi в октябре 2021 года выпустят не менее семи студийных альбомов. В заявлении по поводу альбомов группа сказала: «Все альбомы будут отличаться друг от друга по звучанию, они все в разных стилях и вымышленных эпохах во временной шкале Killection. Пять из семи альбомов, кстати, уже готовы, а шестой уже на подходе».
19 августа 2021 года группа выпустила сингл «Believe Me», и в то же время анонсировала Lordiversity, бокс-сет, состоящий из семи альбомов: Skelectric Dinosaur, Superflytrap, The Masterbeast from the Moon, Abusement Park, Humanimals, Abracadaver и Spooky Sextravaganza Spectacular. Он был выпущен 26 ноября 2021 года. Второй сингл «Abracadaver» был выпущен 24 сентября. Третий сингл «Borderline» был выпущен 22 октября вместе с музыкальным видео. 24 ноября 2021 состоялся выпуск четвёртого сингла «Merry Blah Blah Blah». Выход пятого сингла «Demon Supreme» состоялся 17 декабря 2021. Шестой сингл «Day Off of the Devil» был выпущен 7 января 2022 года.
5 мая 2022 года было объявлено, что Amen покинул группу. На следующий день Mr Lordi опубликовал заявление по этому поводу, пояснив, что он попросил Амена покинуть группу в конце февраля 2022 года из-за растущей напряжённости. Позже новым гитаристом Lordi был объявлен Kone. Первое выступление Коне с группой состоялось на фестивале Rock in the City в Куопио, Финляндия, 10 июня 2022 года.

### Screem Writers Guild(2022 — настоящее)
21 ноября 2022 года Lordi объявили о подписании контракта с лейблом Atomic Fire Records. Вместе с этой новостью они одновременно добавили, что их грядущий восемнадцатый студийный альбом, запись которого завершена, выйдет весной 2023 года. Название альбома, Screem Writers Guild, было позже объявлено 1 января 2023 года, хотя название было ранее объявлено в биографии группы Lordiary. Трек-лист альбома был позже раскрыт 26 января 2023 года, вместе с первым синглом, «Lucyfer Prime Evil». Альбом вышел 31 марта 2023 года. Для продвижения альбома были выпущены еще два сингла: «Thing in the Cage» и «Dead Again Jayne».
После выхода альбома Lordi присоединились к Sabaton в качестве открывающей группы в европейской части их тура The Tour To End All Tours. Позже Lordi были изображены на обложке модного журнала Vogue Scandinavia.
29 июня 2024 года Mr Lordi подтвердил в интервью Chaoszine, что их грядущий девятнадцатый студийный альбом уже готов и выйдет весной 2025 года. Группа выпустила отдельный сингл «Made of Metal» в сотрудничестве с OnePlus 5 августа 2024 года. Позже группа анонсировала свой девятнадцатый студийный альбом Limited Deadition, который вышел 21 марта 2025 года.

## Стиль группы

### Костюмы
Костюмы и маски — главная особенность группы. Они делаются из латекса, и раскрашиваются вручную Мистером Лорди. Перед каждым концертом музыканты гримируются более часа. Каждый образ, созданный музыкантами, уникален. В случае смены состава, новый участник не наследует старый образ, а получает новый псевдоним и новую маску. Кроме того, по случаю выхода нового альбома у участников группы всегда обновляется дизайн костюмов.
Источниками имиджа Lordi называют такие американские глэм-метал группы, как Kiss, Alice Cooper, Twisted Sister и другие. В то же время, американская трэш-метал группа GWAR открыто соперничает с Lordi. Их фронтмен Одерус Урунгус нередко называл Lordi «детской версией GWAR».

### Выступления

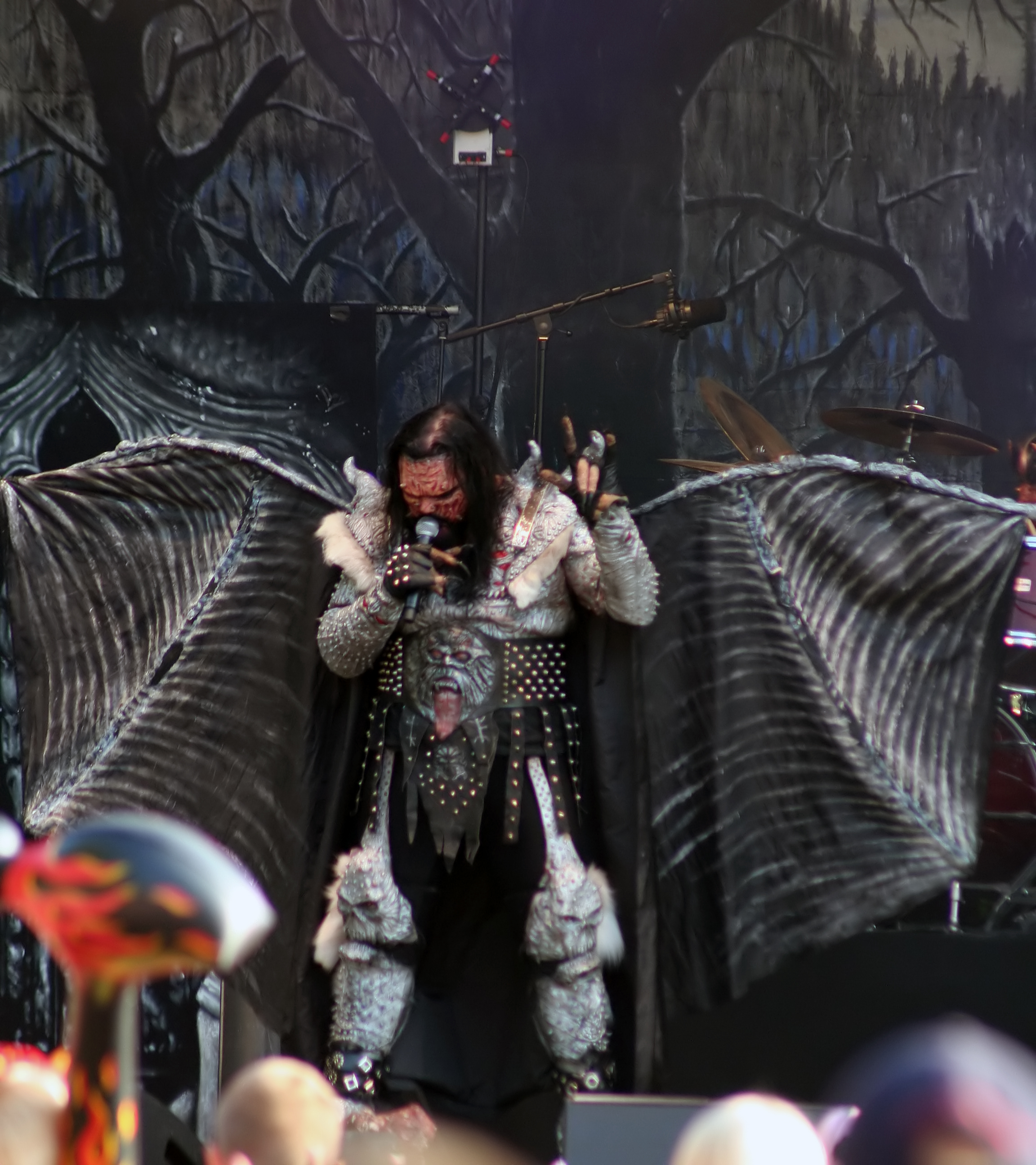
На концерте

Концерты группы сопровождаются яркими пиротехническими шоу и множеством театральных элементов. Во время выступлений, участники задействуют бензопилы, мечи, черепа, на сцене появляются зомби, монстры. Во время исполнения «Devil Is a Loser» (также на выступлении на Евровидении с «Hard Rock Hallelujah»), у Мистера Лорди на спине «вырастают» огромные крылья. Неотъемлемым атрибутом фронтмена также является двуглавый топор.

### Музыка
Музыка Lordi — это, главным образом, хард-рок с элементами классического хэви-метала. Поскольку группа сочетает тяжёлую музыку, маски и костюмы в стиле ужасов, то жанром группы можно назвать шок-рок, хотя таковой музыкальным направлением не является. В музыкальном плане группа напоминает по звучанию Kiss, Twisted Sister.

### Появления без масок
Во время выступлений, интервью и телешоу группа появляется исключительно в сценическом имидже. Однако 22 мая 2006 года немецкому таблоиду Bild удалось получить несколько небольших фото артистов. В тот же день, английская газета Daily Mail опубликовала мнение о том, что за масками монстров в полном составе скрывается группа Children of Bodom. Авторов статьи на такую мысль навёл факт того, что Enary, бывшая участница Lordi, ранее выступала в том коллективе. Однако обе группы заявили, что эти группы разные, а изложенное в статье не соответствует действительности.

### Выставки
В Финляндии часто проводятся различные выставки, посвящённые Lordi:
- Первая выставка прошла осенью 2011 года в Хельсинки, на ней можно было увидеть художественные работы, написанные лично Мистером Лорди. Выставки картин Мр. Лорди проводились несколько раз, в Хельсинки и Рованиеми.
- С 28 июня — 29 июля 2014 года проходила новая выставка под названием «The Other Side of Lordi — Toinen totuus», в финском городе Савонлинна. На ней можно было увидеть костюмы группы 2004—2010 годы; декорации и реквизиты прошедших концертов и многое другое. Также, выставку посетили сами музыканты: вокалист Мр. Лорди и гитарист Амен.
- С 30 апреля — 3 июня 2016 года проходила выставка под названием «Lordi Smash 2016» в городе Кеми, Финляндия. На ней посетители могли видеть картины к обложкам студийных альбомов; костюмы Мр. Лорди (2004), Амена (2004), Окса (2006), Авы (2007) и Отуса (2011); вещи связанные с конкурсом Евровидение; Лорди-комиксы и эксклюзивный мопед в стиле Lordi.
- Следующая выставка будет проходить с 17 июня по 13 августа 2016 года в Хельсинки, под названием «ExtraLORDInary». По слухам, на ней можно будет увидеть все костюмы музыкантов за всю историю группы; картины Мр. Лорди, и многое другое.

## Участники
| Текущий состав - Mr Lordi — основной вокал (1992 — наши дни), ударные (1992—2000), гитара, бас-гитара (1992—1996) - Mana — ударные, бэк-вокал (2012 — наши дни) - Hella — клавишные, бэк-вокал (2012 — наши дни) - Hiisi — бас-гитара, бэк-вокал (2019 — наши дни) - Kone — гитара, бэк-вокал (2022 — наши дни) Бывшие концертные участники - The Drummer — ударные (2012) - Nalle — клавишные (2015, 2017, 2023) | Бывшие участники - Amen — гитара, бэк-вокал (1996—2022) - G-Stealer — бас-гитара (1996—1999) - Enary — клавишные, бэк-вокал (1997—2005) - Magnum — бас-гитара (1999—2002) - Kita — ударные, бэк-вокал (2000—2010) - Kalma — бас-гитара, бэк-вокал (2002—2005) - OX — бас-гитара (2005—2019) - Awa — клавишные (2005—2012) - Otus — ударные (2010—2012) (его смерть) |

## Дискография
- Get Heavy (2002)
- The Monsterican Dream (2004)
- The Arockalypse (2006)
- Deadache (2008)
- Babez for Breakfast (2010)
- To Beast or Not to Beast (2013)
- Scare Force One (2014)
- Monstereophonic – Theaterror vs. Demonarchy (2016)
- Sexorcism (2018)
- Killection (2020)[59]
- Lordiversity (2021)
  - Skelectric Dinosaur
  - Superflytrap
  - The Masterbeast from the Moon
  - Abusement Park
  - Humanimals
  - Abracadaver
  - Spooky Sextravaganza Spectacular
- Screem Writers Guild (2023)
- Limited Deadition (2025)

## Фильмография
- «Кровное родство» (англ. the Kin) (2004)[60]
- «Тёмный этаж» (англ. Dark Floors) (2008)[61]
- «Монстр» (англ. Monsterman) (2014)[62]